# 1474 w polityce

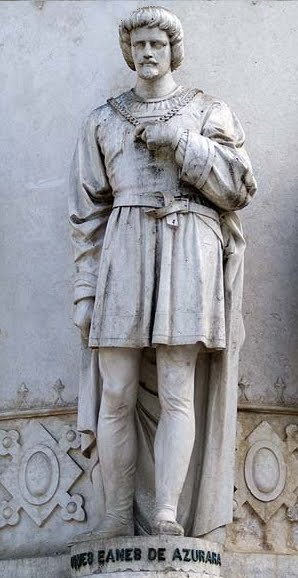
Gomes Eanes de Zurara

Wydarzenia polityczne w 1474 roku.

## Urodzili się
- Erazm Ciołek, biskup płocki[1].
- John Arundell, główny poborca podatkowy w Kornwalii za rządów Henryka VII Tudora[2].
- Izabela d’Este, córka Herkulesa I d’Este, księcia Ferrary i Modeny, oraz jego żony Eleonory Aragońskiej, regentka Mantui, nazywana Pierwszą Damą Renesansu[3].

## Zmarli
- Gomes Eanes de Zurara, portugalski kronikarz, entuzjastyczny biograf księcia Henryka Żeglarza[4].
- Henryk IV Bezsilny, król Kastylii i Leónu[5].
- 18 lipca Veli Mahmud Pasza, wielki wezyr, zostaje stracony[6].